# Байганин, Нурпеис

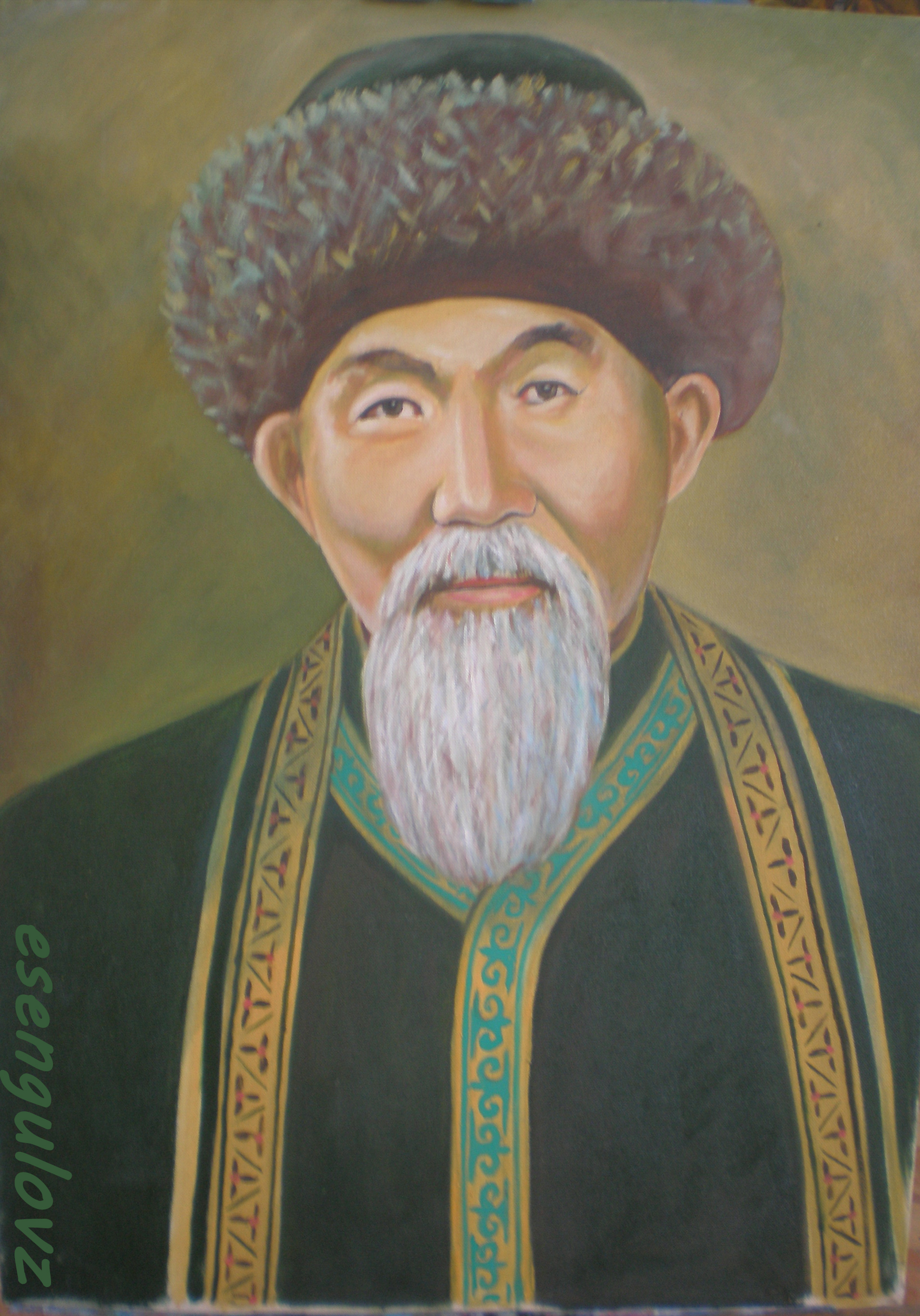
Нурпеис Байганин

Нурпеис Байганин (1860—9 апреля 1945) — казахский народный акын, заслуженный деятель искусств Казахской ССР.

## Биография
Происходит из подрод шурен рода шекты племени алимулы.
С детства проявил склонность к поэтическому творчеству, под влиянием и при поддержке своей матери Умит, которая пела и играла на домбре, он приобщился к искусству акынов, участвующих в айтысах, заучил народные героические эпосы. Он исполнял в своей интерпретации поэмы «Кубыгул», «Кобланды», «Торехан», «Ер Таргын», «Алпамыс», «Кыз Жибек», «Айман Шолпан» и другие. Вступал в поэтические состязания с другими акынами и почти всегда выходил из них победителем. Характерным в его дореволюционном творчестве было искусство импровизации на известные сюжеты («Аккенже», «Наркыз» ро— о судьбе женщины в условиях феодально-патриархального строя). Нурпеису принадлежат также сатирические произведения («Голос мщения», «Спор с Казакбаем»), высмеивающие невежество, жадность, краснобайство и другие пороки.
После Великой Октябрьской социалистической революции он создал произведения, возвеличивающие революцию, преобразования, воспевал светлое будущее, писал о защитниках независимости и свободы родины («Казахстан», «Ленин», «Москва», «На чудесной выставке», «Свободный Киев»). В годы Великой Отечественной войны Нурпеис Байганин возродил жанр героического дастана о подвигах народных батыров — Героях Советского Союза Н. Есболатове, Т. Тохтарове, В. Талалихине, Н. Ф. Гастелло («Поэма о герое», «Двадцать пять», «Герой Талалихин», «Капитан Гастелло»).
Награждён орденом «Знак Почёта» (05.11.1940, «в связи с 20-летним юбилеем Казахской ССР, за достижения в развитии промышленности, сельского хозяйства, науки и искусства») и медалями СССР.

## Память
В честь поэта названы:
- Байганинский район в Актюбинской области. Административным центром района является село Карауылкельды (ранее село Байганин).
- Улицы в Алма-Ате, Актобе[5], в городе Кандыагаш.

## Сочинения
- Өрістеген өмір. — А., 1939.
- Ақын шабыты. — А., 1940.
- Избранные произведения. — А., 1991.